# Шамо Юрій Ігорович
Шамо Юрій Ігорович (1947—2015) — український композитор, піаніст-виконавець та музичний педагог.
Народився 15 січня 1947 р. в Києві в родині композитора Ігоря Шамо. Закінчив Київську державну консерваторію за фахом «композиція» (1970, клас композитора професора А. Штогаренка). Викладав у Київському інституті культури. Автор багатьох музичних творів, серед яких моноопери, пісенні цикли і т.ін. Писав музику до телевізійних фільмів. У переліку його творів: 22 фортепіанні сонати, 9 струнних квартетів, 5 хорових циклів, понад 60 творів для акордеона і баяна.
Юрій Шамо також часто виступав с авторськими концертами; був відомим та популярним як джазовий піаніст та імпровізатор.
Був членом Національної спілки композиторів України.
Останні роки життя жив у Німеччині. Помер 25 серпня 2015 року у місті Фульда.